# Scherffenberg

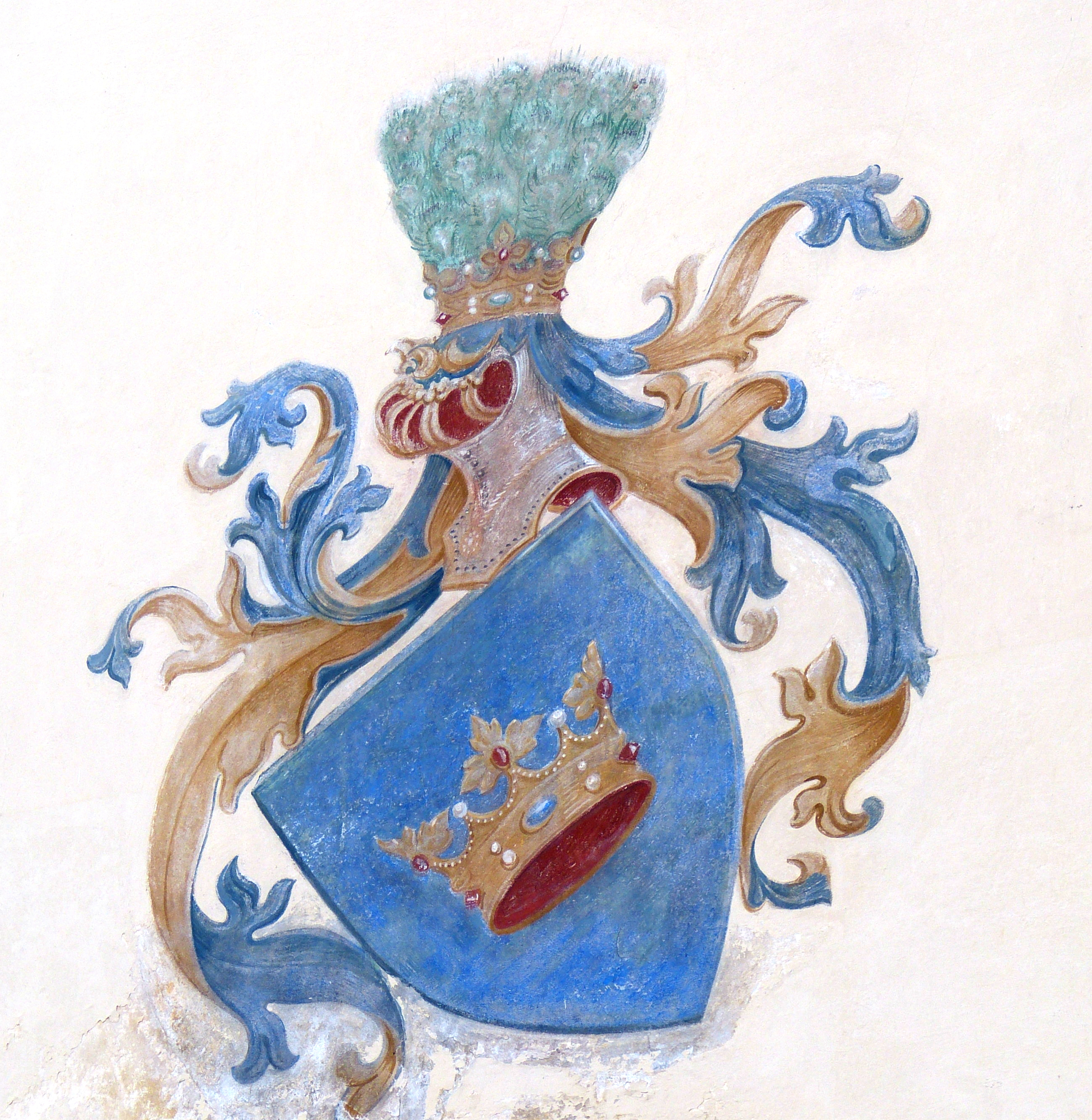
Wappen der Grafen Scherffenberg, in Landschloss Ort (Innenhof) Gmunden (Oberösterreich)

Gräfliches Wappen des Adelsgeschlechts derer von Schärffenberg (Scherffenberg), nach Siebmacher

Scherffenberg (auch Herren und Grafen von Schärffenberg, Scharfenberg) ist der Name eines alten Adelsgeschlechts der Krain aus dem gleichnamigen Stammhaus (gegenwärtig eine Ruine), unweit von Ratschach (heute Radeče) auf einem hohen Berg gelegen. Das Geschlecht zählte zum niederösterreichischen landständischen Adel.

## Geschichte

### Ursprung und Besitztümer
Das Geschlecht derer von Schärffenberg gehört zu den Apostelgeschlechter, die zur Zeit der Babenberger (976–1246) in Österreich schon ansässig waren. Sie haben vermutlich ihren Ursprung gemäß Constantin von Wurzbach entweder bei den Herzogen von Franken, oder von dem königlichen Geschlecht der Agilolfinger in Bayern oder der Steiermark. Arnulph von Scharfenberg kam um 928 als Grenzschützer des Heiligen Römischen Reiches in die Gebiete Windische Mark und Unterkrain, baute sich auf einem spitzen (scharfen) Berg eine Festung, und wurde daher Scharfenberg, später Schärffenberg genannt. Das Geschlecht derer von Schärffenberg, Osterberg und Gallenberg erreichte viel Ruhm und Besitz innerhalb der Geschlechter des innerösterreichischen Adels und war bald im Besitz der Herrschaften Marburg, Montpreis, Hohenwang, Krottenhofen im Mürzthale, Siegerstorf im Raabthale, Magna, Spielberg, Stattenberg, Kindberg, Tüffer, Pöllinghof, Reiffenstein in Obersteier, Gusterheim, Oeffenburg und Rabenstein.

#### Schlösser der Linien Schärffenberg, Osterberg und Gallenberg
Es entstanden nach und nach die Schlösser der Linien Schärffenberg, Osterberg und Gallenberg, nachdem Arnulphs erster Sohn das Stammschloss bekam, denn der zweitjüngste Sohn Ortolph zog aus am Nebenfluss der Donau, der Save, aufwärts gegen Laibach, und baute an der Mündung des Nebenflusses Laibach (heute Ljubljanica) in die Save ein zweites Schloss Schärffenberg. Dieses Schloss wird in der windischen Übersetzung (Ostroverh) Osterberg genannt. Ortolph II wird so zum Stifter des Hauses Osterberg, sein gleichnamiger Sohn Ortolph (III.), Erbauer von Schloss Gallenberg wurde Stammvater der Gallenberger.

#### Hohenwang und Sprinzenstein

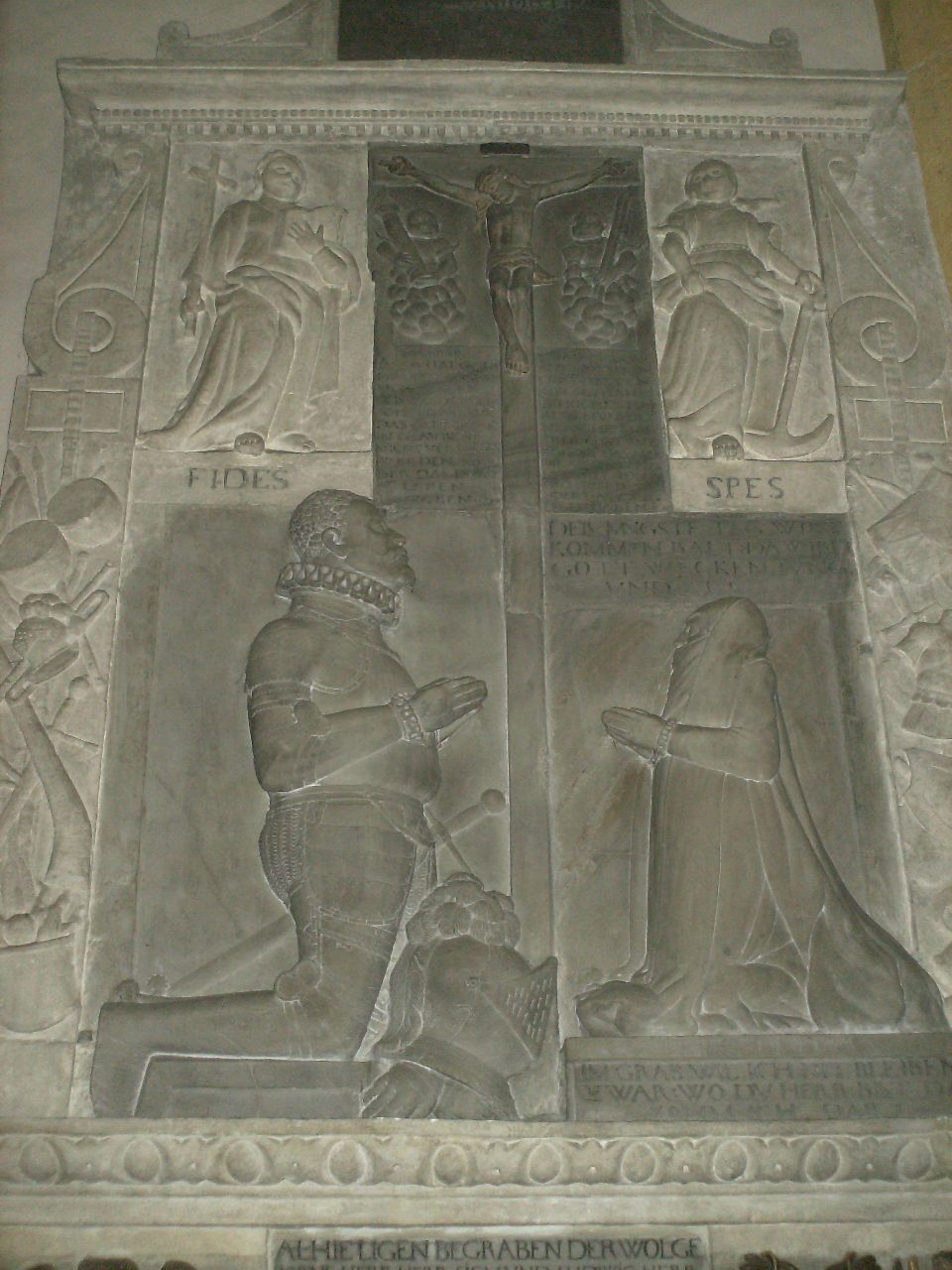
Grabmal der Scherffenberger, Langenwang, Steiermark

Die Herrschaft Hohenwang wurde 1512 übernommen, sie liegt heute als Burgruine Hohenwang auf dem Gemeindegebiet von Langenwang, im Bundesland Steiermark, Österreich, vor. In der Gruft der Pfarrkirche zu Langenwang (Kath. Pfarrkirche hl. Andreas) liegen die Gebeine derer von Schärffenberg. Im Jahre 1382 wurde Jutta die Marspöckin, 1396 mit Rudolf von Scherffenberg vermählt, Besitzerin von Schloss Sprinzenstein in Oberösterreich, nahe Sarleinsbach im Mühlviertel und ursprünglich als Burg im 13. Jahrhundert erbaut. 1421 verkaufte Wolfgang von Scherffenberg die landesfürstliche Burg an seine Vettern Georg, Hans Ulrich, Ruger und Gundacker von Starhemberg und 1583 wurde Sprinzenstein zum Schloss ausgebaut.

#### Spielberg, Windegg und der Besitz der Jörger von Tollet (Jörger)
Das Gut Spielberg, die heutige Burgruine Spielberg in Österreich, erhielt Bernhard von Scherffenberg 1484 als Landeshauptmann von Österreich ob der Enns von Kaiser Friedrich III. zum Dank für Verdienste im Kampf gegen den ungarischen König Matthias Corvinus als freies Lehensgut. Eustach von Scherffenberg war Besitzer der Burg Windegg (auch: Windeck, heute Burgruine Windegg in Österreich), die er 1557 an Christoph von Tschernembl verkaufte. Gotthard von Scherffenberg, Herr auf Spielberg kaufte von den Jörger von Tollet (Jörger), den bekennenden Protestanten, 1631 im Zuge der Gegenreformation, den gesamten Besitz, verstarb aber bald darauf. Seine Witwe erbte somit zusätzlich Prandegg, heute als Burgruine Prandegg sichtbar bei Schönau in Oberösterreich. Dazu kam der Markt Zell mit dem Sitz der Scherffenberger in Form von Schloss Zellhof, heute eine Schlossruine außerhalb der Gemeinde Bad Zell (Österreich). Auch Pranthof (Gemeinde Gutau), Schloss Habichrigl (auch Habichriegl) in Oberösterreich sowie Schloss Aich und alle anderen Höfe oder Zehente der Jörger von Tollen kamen in den Besitz der Witwe von Scherffenberg. Als sie 1636 Hans Reichard von Starhemberg heiratete verkaufte sie 1645 die Schlösser Aich, Habichrigl sowie Zellhof und neuer Besitzer wurde der Schwiegersohn Georg Siegmund von Salburg. Als Besitzer von Prandegg sorgte er für den längeren Verbleib des Schlosses Habichrigl in seiner Familie. Das frühere Schloss Ort (auch Orth) der Herren von Scherffenberg, ehemals der Jörger von Tollet, war ein Besitzkomplex aus zwei Schlössern am Traunsee in Gmunden (Oberösterreich) und wurde an den späteren Reichsgrafen (1623) Adam Graf von Herberstorff veräußert.

#### Kremsmünsterer Stiftshaus in Linz und Burg Schrattenstein
Das Kremsmünsterer Stiftshaus lag in der Linzer Altstadt, bis 1493 Kaiser Friedrich III. gehörig und von 1493 bis 1507 im Besitz von Bernhard von Scherffenberg, veräußerte dieser das Haus dem Stift Kremsmünster in Linz. Die Burg Schrattenstein, schon damals bereits als Burgruine Schrattenstein bezeichnet, wurde von 1542 durch Erasmus von Scherffenberg erworben und bald im Jahre 1559 an den spanisch-niederösterreichischen Freiherrn Johann Baptist Hoyos (auch Juan de Hoyos) veräußert.

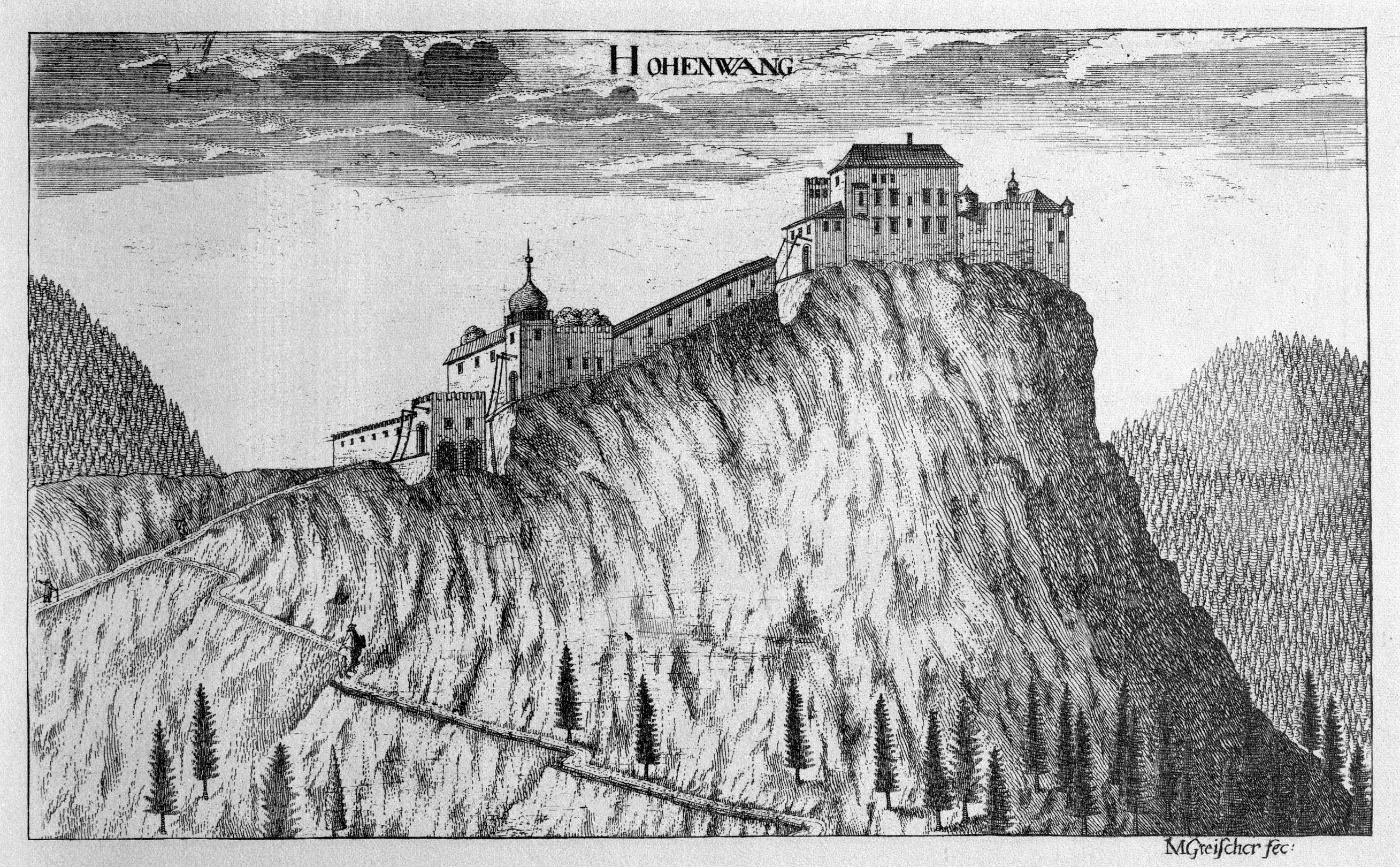
Hohenwang
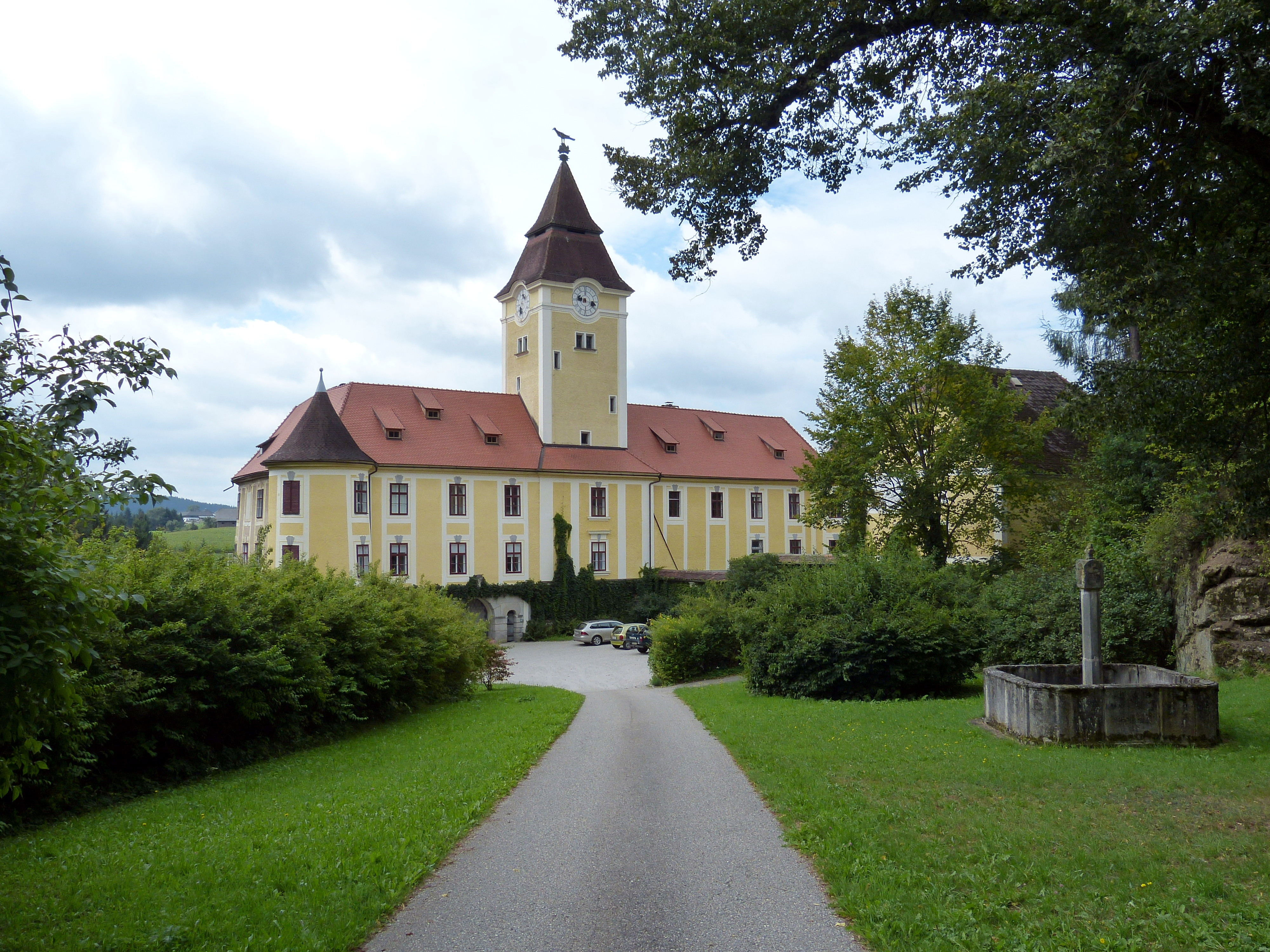
Sprinzenstein, Schloss Fassade
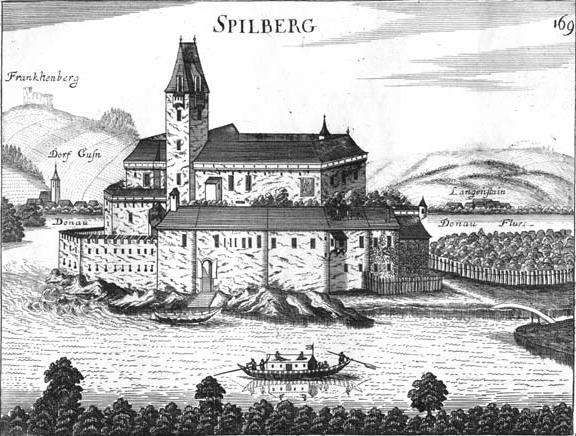
Spielberg, nach Vischer 1672
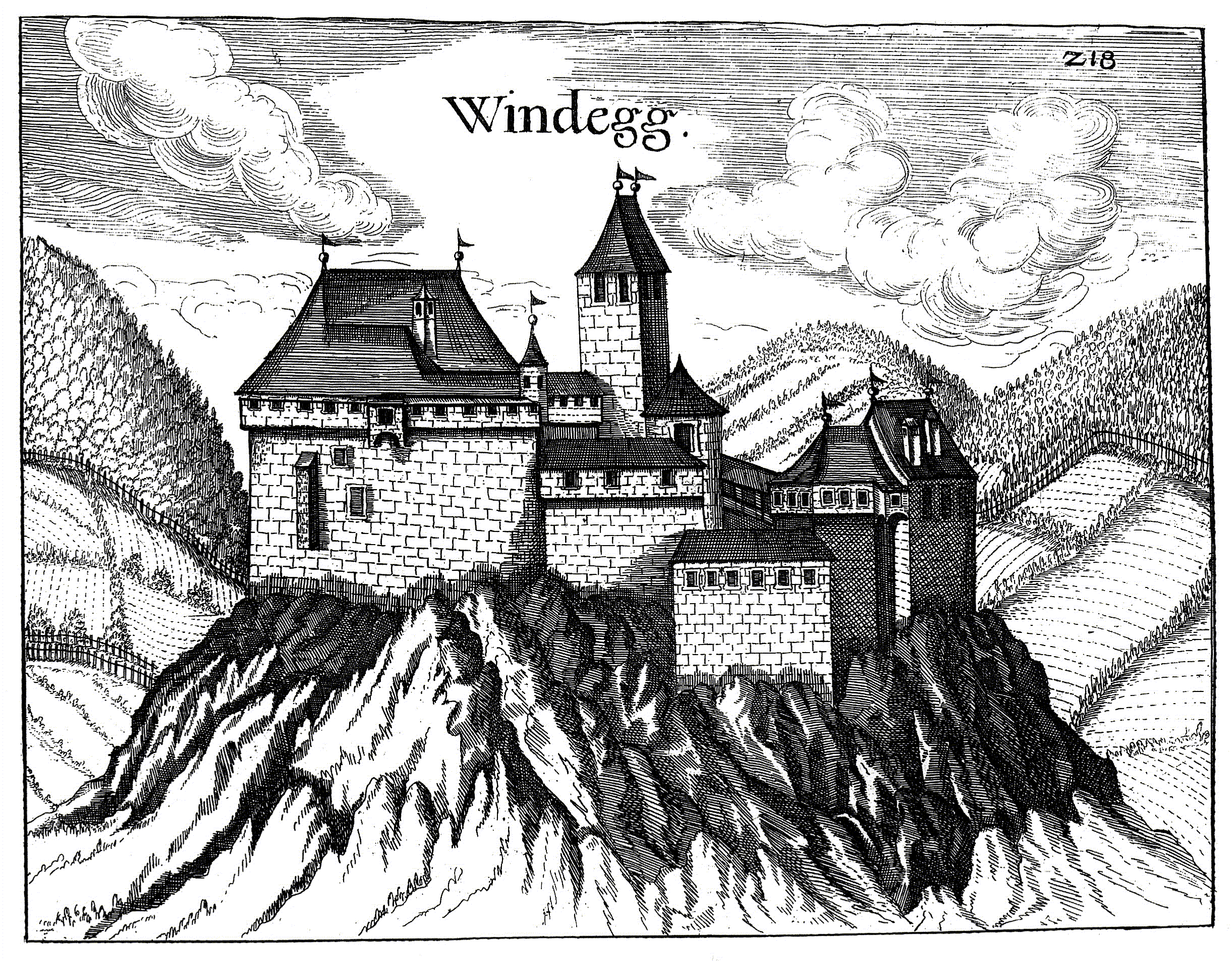
Burg Windegg, nach Vischer
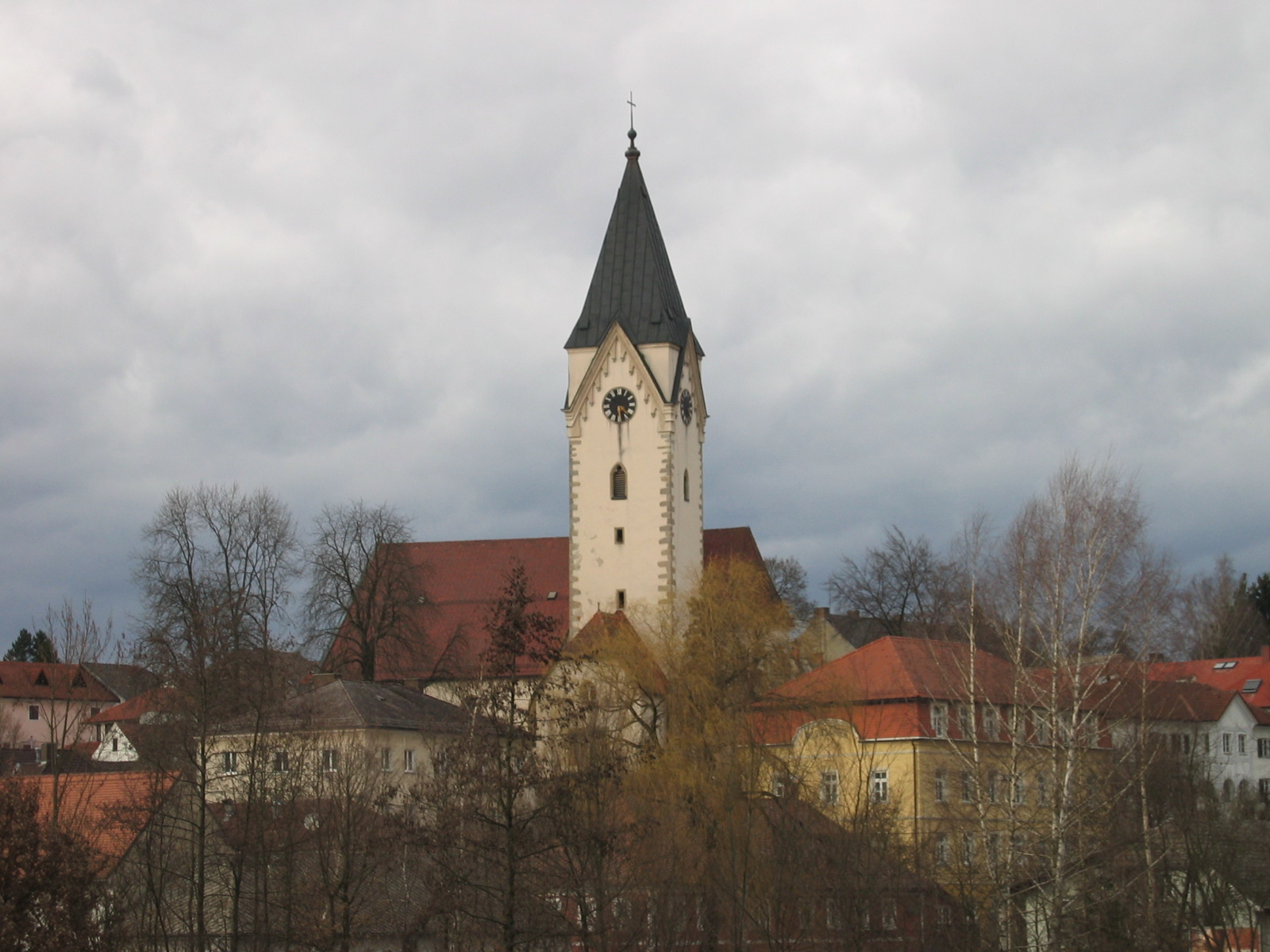
Bad Zell
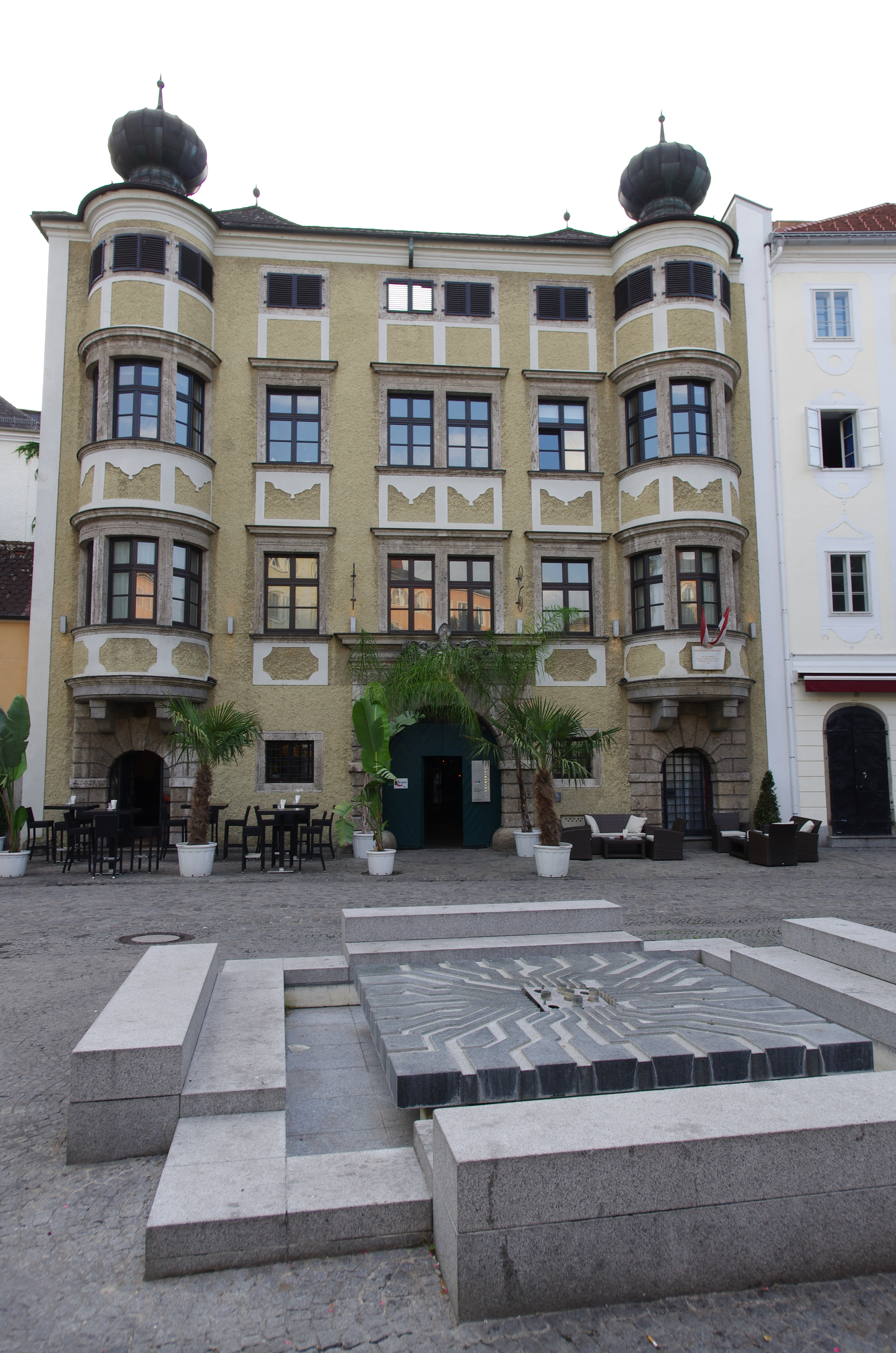
Kremsmünsterer Stiftshaus, Linz

### Nobilitierungen und dynastische Eheschließungen
Es folgten Nobilitierungen und dynastische Eheschließungen als die Adelsfamilie, die sich zunächst von Scharfenberg, später von Schärffenberg (Scherffenberg) nannte, anfänglich die Erhebung in den Freiherrenstand erlangte und später die Nobilitierung in den gräflichen Rang erfolgte, wie freiherrliche und gräfliche Wappen zeigen. Heinrich Schärffenberg erhielt im 11. Jahrhundert von Kaiser Heinrich III. die gräfliche Würde, aber familiär erst mit dem 1688 verstorbenen Friedrich Sigmund Graf von Schärffenberg verwendet, der am 30. Dezember 1681 das ungarische Indigenat und damit die Zugehörigkeit verliehen bekam. Franziska Eleonore Freifrau von Schärffenberg, mit Diplom vom 18. Februar 1717, erlangte als Witwe zudem den erbländischen Grafenstand zusammen mit ihren vier Söhnen, Johann Leopold, Maximilian Christoph, Johann Joseph und Johann Karl. Die Schärffenberg zeigen gemäß den Stammtafeln Verschwägerungen unter anderen zu den Adelsgeschlechtern Auersperg, Starhemberg, Losenstein, Hohenburg, Lamberg, Stubenberg, Polheim, Katzianer, Teuffenbach, Leiningen, Trauttmansdorff, Königsegg (Königseck) sowie Rogendorf. Das Haus bestand noch im 18. Jahrhundert in zwei Linien, der älteren Stammlinie zu Spielberg und der jüngeren zu Hohenwang und Krottenhofen, wobei es nun im Mannesstamm erloschen ist.

## Wappen
Blasonierung: Das Wappen zeigt in Blau eine gelbe Laubkrone, offen inwendig r.-gefüttert begleitet mit einem großen emporgerichteten dreilappigen Blatt in der Mitte und mit auf den beiden Seiten zwei kleineren Blättern, zwischen welchen sich zwei Spitzen mit Perlen befinden. Der Helm mit blau-gelben Decke trägt die Krone und an jedem der Blätter ist durch eine große Kugel ein Pfauenwedel (3,2,1 Feder) befestigt.